# Arabische slavenhandel

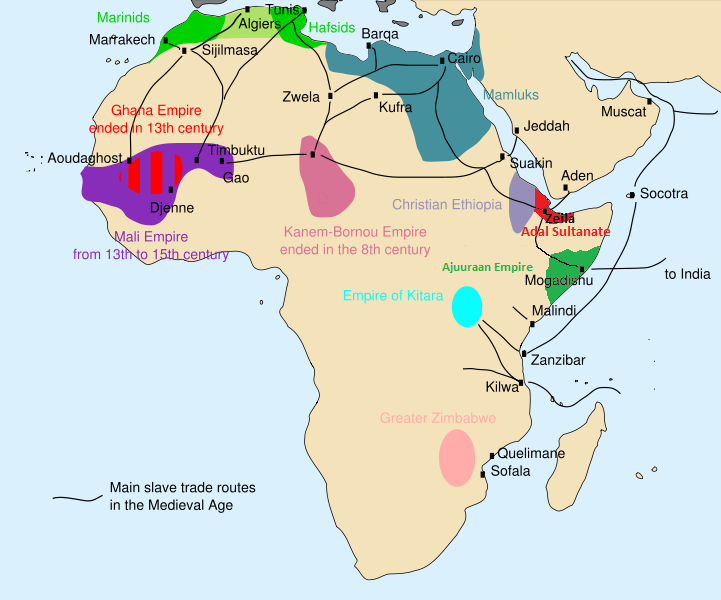
De belangrijkste slavenroutes gedurende de middeleeuwen in Afrika

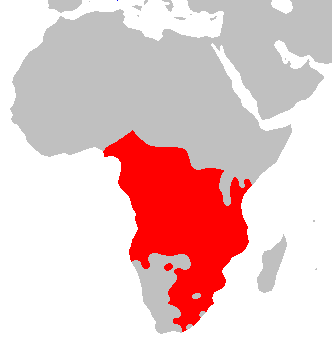
Gebied bewoond door Afrikanen met een Bantoe achtergrond

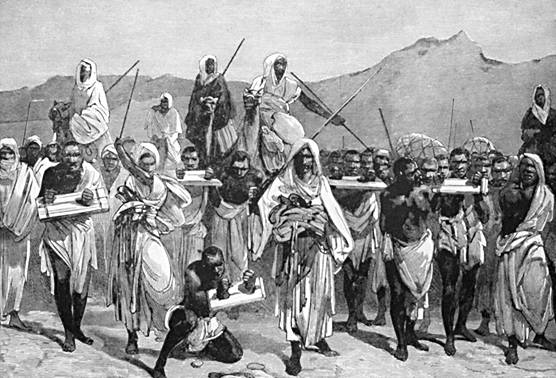
19e-eeuwse afbeelding van een Arabische slavenkaravaan in de Sahara

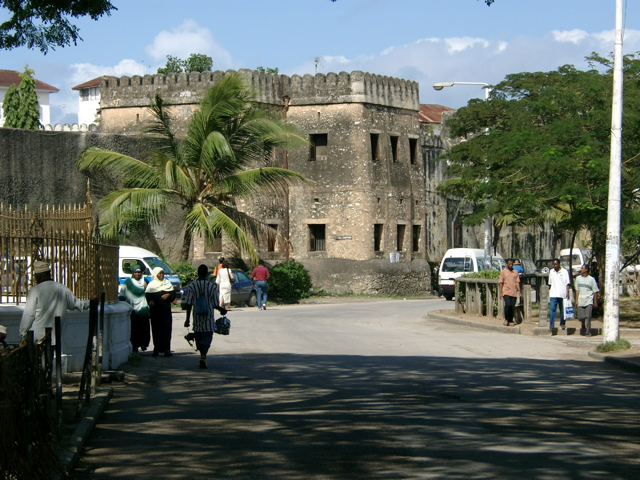
Zanzibar: het oude fort in Stone Town, gebouwd vanaf 1698

De Arabische slavenhandel was de handel in slaven in het Midden-Oosten en Noord- en Oost-Afrika, voornamelijk tussen 650 en 1900. Het grootste deel van die handel betrof zwarte Afrikanen, maar ook blanken uit West-Europa en Zuid-Europa werden als slaaf verhandeld door onder meer Barbarijse zeerovers. Daarnaast werden er grote aantallen Slaven uit Oost-Europa verhandeld, de zogenaamde Saqaliba. Naast de Arabieren speelden de Somaliërs een grote rol in het tot slaaf maken van Bantoes en Oromos.
De zwarte slaven waren in de latere eeuwen voornamelijk Bantoe en kwamen vooral uit Oost-Afrika langs de Swahili kust en werden door Arabische handelaren door de Sahara en over de Rode Zee en de Indische Oceaan naar het Midden-Oosten vervoerd.

## Geschiedenis en omvang
De geschreven geschiedenis van de Arabische slavenhandel in Afrika begon in het jaar 652, toen generaal en emir Abdallah ben Said de overwonnen koning Khalidurat van Makuria een verdrag liet tekenen, waarin onder meer werd vastgelegd dat de overwonnen Nubische koning de Arabieren jaarlijks 300 slaven moest leveren.
Zwarte slavernij kwam al in de 9e eeuw voor in het zuiden van het huidige Irak. De Zanj, die op de zoutpannen moesten werken, kwamen in 869 in opstand. Pas in 883 kon deze opstand definitief worden onderdrukt. Hierna werd het aantal slaven in Irak lager gehouden om een herhaling van de slavenopstand te voorkomen.
Van de 17e tot de 19e eeuw was het eiland Zanzibar onder de heerschappij van de sultan van Oman het centrum van de Oost-Afrikaanse slavenhandel. Hier ging het vooral om Bantoe en deze handel bereikte zijn hoogtepunt in de 19e eeuw.
De Arabisch-Afrikaanse slavenhandel is ouder dan de Europese trans-Atlantische slavenhandel die ook een zeer grote omvang kende. De Arabisch-Afrikaanse slavenhandel startte rond de 6e eeuw n.Chr. en eindigde in de 20e eeuw. De schattingen van de handel via de Sahara, de Rode Zee en de Indische Oceaan zijn vele malen onnauwkeuriger dan die van de trans-Atlantische slavenhandel. Deze schattingen zijn veelal gebaseerd op het werk van Austen. In zijn laatste werk gaat hij voor de periode 800–1900 uit van zo'n tien miljoen mensen. Vooral de schattingen van voor 1600 zijn zeer onnauwkeurig en kunnen variëren van twee derde tot het dubbele. Alleen de aantallen uit de negentiende eeuw zijn enigszins betrouwbaar, maar nog niet van het niveau van de gegevens over de trans-Atlantische slavenhandel. Paul Bairoch dacht dat het aantal sterk onderschat was en kwam tot 14-15 miljoen Afrikanen door de Arabieren, tegen 11 miljoen via de trans-Atlantische slavernij.

## Afschaffing
Een belangrijke stap in de afschaffing van de Arabische slavenhandel werd gezet na de Tweede Barbarijse Oorlog, nadat een gezamenlijk Brits en Nederlands marine-eskader Algiers had gebombardeerd en de daar aanwezige slaven had bevrijd, de beis van Algiers, Tunis en Tripoli gedwongen werden een eind te maken aan de Barbarijse piraterij en het tot slaaf maken van christenen. Nadat Frankrijk in 1890 Frans-Soedan had gekoloniseerd werd de slavernij in 1905 afgeschaft. In 1924 werd de slavernij afgeschaft in Irak, in 1937 in Bahrein, in 1949 in Koeweit en in 1952 in Qatar. In 1956 werd nog een openlijke slavenverkoop gemeld in Djibouti, waar uit Tsjaad afkomstige stammen werden verkocht. In Jemen werd de slavernij afgeschaft in 1962. In datzelfde jaar schafte ook kroonprins Faisal van Saoedi-Arabië in strijd gewikkeld met zijn conservatieve halfbroer koning Saoed de slavernij af en compenseerde 1682 eigenaren van slaven. Op dat moment telde Saoedi-Arabië nog tussen de 100.000 en 250.000 slaven. Als laatste land in de regio schafte Oman met de staatsgreep van Qaboes in 1970 de slavernij af.

## Omstandigheden
De zwarte Afrikanen werden naar de Arabische wereld, Turkije, Perzië en India verscheept, of ze werden door de Sahara naar Noord-Afrika gedreven. Velen stierven al bij de overvallen op de dorpen, velen aan de ontberingen tijdens het transport. Wie op de slavenmarkten aankwam, werd gecastreerd. Ook de jongens en mannen, die het zware werk op plantages of in mijnen moesten doen, werden gecastreerd. Eunuchen vond men daar nog in het begin van de 20e eeuw. Volgens de Senegalese antropoloog Tidiane N’Diaye zou deze castratie een verklaring zijn voor het feit dat er in de Arabische wereld geen grote zwarte diaspora bestaat, zoals in de Verenigde Staten. Door gebrek aan slavenkweek waren ze in de Arabische wereld dan ook meer op wildvang van mogelijke slaven aangewezen.
De sterfte aan boord van de Europese slavenschepen was zeer hoog, maar N'Diaye betoogt dat het aannemelijk was dat er in de Afrikaanse en Arabische slavenhandel nog veel meer slaven omkwamen. De slaven moesten op weg naar een bestemming in delen van Afrika of het Midden-Oosten vaak een groot deel van de reis lopen en dat resulteerde in veel meer sterfgevallen dan tijdens het vervoer per schip. N'Diaye betoogt verder dat de Europese afschaffing van slavenhandel en slavernij volstrekt uniek was, juist omdat die maatregel inging tegen het economisch eigenbelang. In tegenstelling tot het verbod op slavernij in het 19e-eeuwse Europa zijn er geen gevallen bekend van Arabische intellectuelen die zich voor de zaak van de zwarten hebben ingezet.

## Belangrijke handelsplaatsen en havens

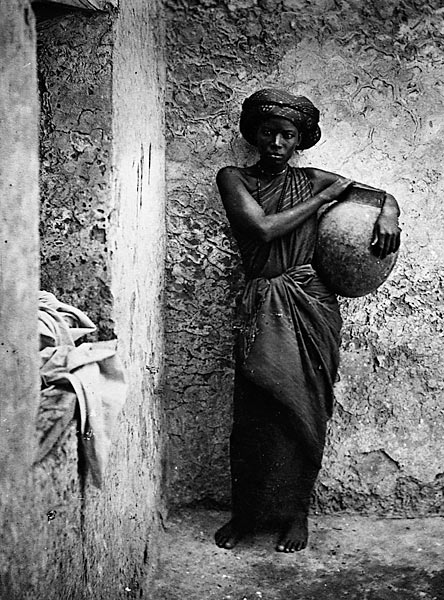
Bantoeslavin in Somalië (1882 of 1883). (Bantoe's vormen een etnische minderheid in Somalië.)

| - Noord-Afrika : - Marrakech (Marokko) - Algiers (Algerije) - Tripoli (Libië) - Assab en Massawa (Eritrea) - Caïro (Egypte) - Assouan (Soedan) - Sub-sahara Afrika: - Aoudaghost - Timboektoe (Mali) - Gao - Bilma | - Oost-Afrika : - Mogadishu (Somalië) - Bagamoyo, Ujiji, Unyanyembe, Zanzibar (Tanzania) - Kilwa Kisiwani - Sofala, Beira, Ilha de Moçambique (Mozambique) - Kabambare, Kasongo, Nyangwe, Uvira (Congo-Kinshasa) - Arabisch Schiereiland : - Mekka - Zabid (Jemen) - Mascate (Oman) - Aden (Jemen) - Socotra-archipel |